# Yoshikazu Fujita
Yoshikazu Fujita (藤田 慶和 Fujita Yoshikazu?,  nacido en Kioto el 8 de octubre de 1993) es un jugador de rugby japonés, que juega de ala para la selección de rugby de Japón.
Su debut con la selección de Japón se produjo en un partido contra Emiratos Árabes Unidos en Fukuoka el 5 de mayo de 2012, convirtiéndose en el jugador más joven en jugar con Japón a la edad de 18 años y 210 días, partido en el que anotó seis ensayos.
Después de anotar su 11.º ensayo para Japón contra Gales en junio de 2013, Fujita rompió el récord de George North al mayor número de ensayos marcados como joven en el rugby internacional.
Seleccionado para la Copa del Mundo de Rugby de 2015, Fujita anotó un ensayo en la victoria de su equipo sobre los Estados Unidos 28-18, en el último partido del mundial para Japón.